# 菲什氏喉鰭鯰
菲什氏喉鰭鯰，為輻鰭魚綱鯰形目項鰭鯰科的其中一種，為熱帶淡水魚類，分布於南美洲哥倫比亞Suico河流域，體長可達28公分，棲息在底層水域，生活習性不明，可作為觀賞魚。

## 扩展阅读
維基物種上的相關：菲什氏喉鰭鯰